# 哈爾巴赫河 (馬滕巴赫河支流)
47°29′02″N 8°45′44″E / 47.4837851°N 8.7623032°E

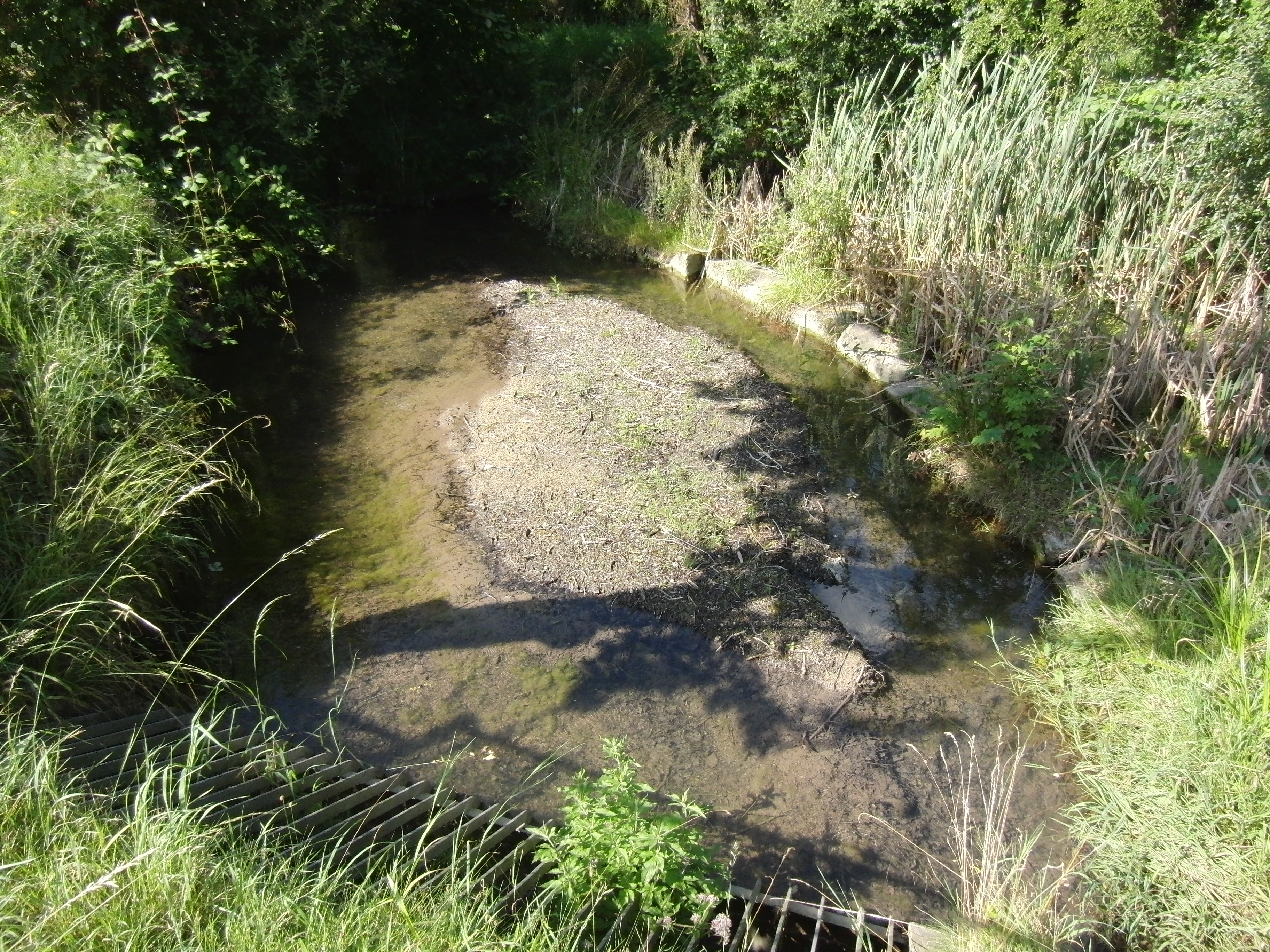

哈爾巴赫河（德語：Haarbach）是瑞士的河流，位於該國北部，流經蘇黎世州，屬於馬滕巴赫河的右支流，河道全長2.3公里，河畔城鎮有溫特圖爾。